# Владимиров, Владимир Никифорович
Владимир Никифорович Владимиров (1906—1994) — начальник 5-го специального отдела НКВД СССР, генерал-майор (1945).

## Биография
Родился в русской семье крестьянина-середняка. В ВКП(б) с мая 1928 (член ВЛКСМ с 1922 по 1931). Окончил начальное училище в 1918 и Московский финансово-экономический институт в марте 1931.
Курьер 2 пехотных курсов РККА, военно-автобронетанковой школы, запасной автобронетанковой бригады с февраля 1919 по октябрь 1921. Курьер, секретарь ячейки РКСМ Правления Госбанка РСФСР—СССР с ноября 1921 по октябрь 1924. Политпросветработник Свердловской волостной ячейки РЛКСМ в Клинском уезде Московской губернии с ноября 1924 по июнь 1925. Инспектор Московской конторы Госбанка СССР с июля 1925 по январь 1930. Консультант Нижегородской крайконторы Госбанка с апреля по ноябрь 1931. Экономист Всесоюзного орудийно-арсенального объединения с декабря 1931 по март 1932.
В РККА рядовой артиллерийской части № 1175 ЛенВО с апреля по октябрь 1932. В органах ОГПУ—НКВД—МВД сотрудник Центрального аппарата (ЦА) ОГПУ СССР с ноября 1932 по 10 июля 1934. Потом с 25 мая 1935 становится оперативным уполномоченным 11-го отделения Экономического отдела (ЭКО) ГУГБ НКВД СССР.
Помощник (до 1 сентября 1937), затем заместитель начальника 2-го отделения 3-го отдела ГУГБ НКВД СССР до 1938. Начальник 7-го отделения 3-го отдела 1-го управления НКВД СССР с июня по ноябрь 1938. Начальник отделения отдела Главного экономического управления (ГЭУ) НКВД СССР с ноября 1938 по 20 июня 1939. Начальник 5-го спецотдела НКВД СССР (Гохран) с 20 июня 1939 по 26 февраля 1941. Начальник отдела Гохрана НКВД СССР с 26 февраля 1941 по 31 июля 1941. Начальник 6-го спецотдела НКВД СССР (Гохран) с 31 июля 1941 по 4 мая 1943. Начальник 3-го спецотдела НКВД—МВД СССР с 4 мая 1943 по 8 апреля 1946.
Начальник Управления МВД Горьковской области с 8 апреля 1946 по 12 октября 1950. Начальник 7-го специального отдела МВД СССР с 12 октября по 14 декабря 1950. Затем в распоряжении 1-го Главного управления при СМ СССР в декабре 1950. Начальник отдела в/ч № 04201 1-го Главного управления при СМ СССР с декабря 1950 по июль 1953. Начальник отдела Главного управления приборостроения Министерства среднего машиностроения СССР с июля 1953 (упоминается в феврале 1954). В конце 1950-х вышел на пенсию. По сведениям из учетно-послужной картотеки дата окончания службы 27 сентября 1962 года. 

### Звания
- лейтенант государственной безопасности, 11.12.1935;
- капитан государственной безопасности, 14.03.1940;
- майор государственной безопасности, 11.05.1942;
- полковник, 14.02.1943;
- комиссар государственной безопасности, 16.05.1944;
- генерал-майор, 09.07.1945.[6]

### Награды
- знак «Почётный работник ВЧК—ГПУ (XV)», 09.05.1938;
- орден «Знак Почёта», 26.04.1940;
- орден Красной Звезды, 20.09.1943;
- орден Красной Звезды, 24.02.1945;
- знак «Заслуженный работник МВД», 02.11.1948;
- орден Ленина;
- орден Трудового Красного Знамени;
- орден Красной Звезды;
- 5 медалей.